# Huttoniidae
Huttoniidae (лат.) — семейство пауков из инфраотряда аранеоморфных (Araneomorphae). Включает единственный описанный современный вид Huttonia palpimanoides, а также около 20 неописанных современных и один неописанный ископаемый вид из отложений верхнего мела. В современной фауне — эндемики Новой Зеландии, ископаемые представители найдены на территории Канады.

## Строение
Мелкие пауки длиной около 4—5,5 мм характерных красноватых тонов. Головогрудь обладает более насыщенной окраской, брюшко светлое с тёмным шевронным рисунком. Восемь глаз расположены в два ряда, передняя часть головогруди не возвышается. Паутинных бородавок три пары, передние и задние хорошо развиты, средние редуцированы. Колулюс слабо различим, паутинный шёлк не крибеллятный. Одна пара лёгочных книжек, непарное отверстие трахейной системы перед паутинными бородавками. Половая система гаплогинного типа.

## Образ жизни
Современные представители семейства довольно обычны на Северном и Южном островах Новой Зеландии. Наиболее обычны среди отмерших листьев травянистых папоротников, где они плетут укрытия из рыхло переплетённых паутинных нитей. Активные охотники, ловящие добычу в движении и не использующие ловчие сети. В неволе успешно питаются различными насекомыми, а также наземными бокоплавами, распространёнными в местах их обитания.

## Таксономия
Единственный получивший формальное описание вид семейства — Huttonia palpimanoides — был впервые охарактеризован Октавиусом Пикардом-Кэмбриджем в 1880 году. Название рода образовано от фамилии новозеландского зоолога Фредерика Уолластона Хаттона (англ. Frederick Wallaston Hutton), который собрал типовой материал в районе Данидина и переслал его Пикарду-Кэмбриджу в Англию. В видовом эпитете отражено сходство с представителями рода Palpimanus (семейство Palpimanidae). В первоописании Пикард-Кембридж затруднился отнести описанный им вид к какому-либо известному семейству пауков, хотя, по-видимому, и сближал их Palpimanidae.
В 1893 году французский арахнолог Эжен Симон в явном виде включил вид в семейство Palpimanidae в качестве подсемейства Huttoniinae. В 1984 году Рэймонд Форстер и Норман Платник в ходе ревизии надсемейства Palpimanioidea повысили ранг группы до семейства Huttoniidae. Более позднее исследование методами молекулярной филогенетики подтвердило принадлежность Huttoniidae к Palpimanioidea, где они рассматриваются в качестве сестринской группы по отношению к семейству Stenochilidae.

### Ископаемые представители
Ископаемые остатки Huttoniidae обнаружены в янтаре канадских провинций Манитобы и Альберты и датированы кампанским ярусом мелового периода, из-за чего эта группа была определена как реликтовая. На момент начала 2020 года канадские инклюзы оставались единственными известными ископаемыми представителями семейства, при этом вид не получил формального описания и названия.